# علف طلایی
علف طلایی (نام علمی: Solidago virgaurea) نام یک گونه از سرده علف طلایی است.